# Hiroshi Kamiya
Hiroshi Kamiya (jap. 神谷 浩史 Kamiya Hiroshi; ur. 28 stycznia 1975 w Matsudo) – japoński seiyū, współpracujący z agencją Aoni Production.

## Filmografia
Ważniejsze role są pogrubione.

### Seriale anime
- Aoki Densetsu Shoot!
- Chibi Maruko-chan
- Tsuyoshi Shikkari Shinasai

1992
- Kiteretsu Daihyakka (Akihiko Nonoka (drugi głos))

1994
- Marmalade Boy (przyjaciel Ginty w odc. 24)

1995
- Captain Tsubasa J (Hanji Urabe)

1996
- Dragon Ball GT (Poberu (odc. 1), Ronge (odc. 25))
- Slayers Next

1997
- Cho Mashin Hero Wataru (chłopiec w odc. 3)

1998
- Android Ana Maico 2010
- DT Eightron
- Trigun (Zazie the Beast)
- Sorcerous Stabber Orphen
- Yu-Gi-Oh! (1998 TV series) (Oficer w odc. 19)

1999
- Corrector Yui (Takashi Fuji)
- Jibaku-kun (Kai)
- Super B-Daman
- Master Keaton

2001
- Gals! (Rei Otohata)
- The Family's Defensive Alliance
- Noir (Dominic w odc. 8, 9)
- Beyblade

2002
- Atashin’chi
- Kanon (Kuze)
- Digimon Frontier (Koji Minamoto)
- Baby Baachan
- Mirage of Blaze

2003
- Ultra Maniac (Tetsushi Kaji)
- L/R: Licensed by Royalty
- Zatch Bell! (Eita Kobozuka)
- Green Green
- Beyblade G Revolution (Garland)
- Tank Knights Portriss
- Pokémon: Advanced (Hiromi w odc. 308)
- Mirmo!
- Sonic X (członek drużyny S)

2004
- Agatha Christie's Great Detectives Poirot and Marple (John w odc. 1)
- Superior Defender Gundam Force (Kaptain Gundam)
- Gantz
- Kita e
- Desert Punk
- Tsukuyomi Moon Phase (Kohei Morioka)
- Hamtaro – wielkie przygody małych chomików (w odc. 182)
- Phoenix
- Bobobō-bo Bō-bobo
- Monkey Turn
- Ring ni Kakero (Takeshi Kawai)
- Rockman.EXE Stream (Narcy Hide)
- Mirmo!

2005
- The Law of Ueki (Mario)
- Gunparade March
- Canvas 2: Niji Iro no Sketch
- Cluster Edge
- Damekko Dōbutsu (Peganosuke)
- Tsubasa Reservoir Chronicle (Kiefer w odc. 16)
- Hachimitsu to Clover (Yūta Takemoto)
- Pani Poni Dash! (Tsurugi Inugami, Lord Cat)
- B-Daman
- Play Ball

2006
- Ergo Proxy (pracownik ochrony w odc. 2)
- Gakuen Heaven (Kaoru Saionji)
- Keroro Gunsō
- Zegapain (Hayase)
- Honey and Clover II (Yūta Takemoto)
- Crash B-Daman (Teruma Kamioka)
- Fate/stay night (Shinji Matō)
- Princess Princess (Shūya Arisada)
- Rockman.EXE Beast (Narcy Hide)
- One Piece (Eddy)

2007
- El Cazador de la Bruja
- Kishin Taisen Gigantic Formula (Masahito Oghuro)
- Mobile Suit Gundam 00 (Tieria Erde)
- Ginga Tetsudo Monogatari: Eien e no Bunkiten
- Gintama (Robot 502)
- Code-E (Adol Brinberg)
- Sayonara Zetsubō Sensei (Nozomu Itoshiki, Mikoto Itoshiki)
- Shion no Ō
- Shinkyoku Sōkai Polyphonica (Phoron Tatara)
- Digimon Data Squad (Craniummon w odc. 39-48)
- Deltora Quest
- Nodame Cantabile (Tomohito Kimura)
- Hidamari Sketch (Chokoyama)
- Moonlight Mile 2nd Season -Touch Down- (Mike)

2008
- Zoku Sayonara Zetsubō Sensei (Nozomu Itoshiki, Mikoto Itoshiki)
- Macross Frontier (Michael Blanc)
- Monochrome Factor (Kengo Asamura)
- Hidamari Sketch × 365 (Chokoyama)
- Mission-E (Adol Brinberg)
- Natsume Yūjin Chō (Takashi Natsume)
- Hakushaku to Yōsei (Paul Ferman)
- Mobile Suit Gundam 00 Second Season (Tieria Erde)
- Tytania (Louis Edmond Pages)

2009
- Zoku Natsume Yūjin Chō (Takashi Natsume)
- One Piece (Trafalgar Law)
- Shinkyoku Sōkai Polyphonica Crimson S (Phoron Tatara)
- Keroro Gunsō
- Bakemonogatari (Koyomi Araragi)
- Zan Sayonara Zetsubō Sensei (Nozomu Itoshiki, Mikoto Itoshiki, Kouji Kumeta)
- Miracle Train (Riku Nakano)
- Kobato. (Takashi Doumoto)

2010
- Durarara!! (Izaya Orihara)
- Working!! (Hiroomi Sōma)
- Angel Beats! (Yuzuru Otonashi)
- Arakawa Under the Bridge (Kō Ichinomiya)
- Uragiri wa Boku no Namae o Shitteiru (Kuroto Hourai)
- Togainu no Chi (Yukihito)
- Nurarihyon no Mago (Senba)
- Arakawa Under the Bridge* 2 (Kō Ichinomiya)

2011
- Starry Sky (Miyaji Ryunosuke)
- Yondemasu yo, Azazel-san. (Beelzebub)
- Ao no Exorcist (Mephisto Pheles)
- Sekaiichi Hatsukoi (Yanase Yuu)
- Natsume Yūjin Chō San (Takashi Natsume)
- Maji de Watashi ni Koishinasai! (Yamato Naoe)
- Dragon Crisis! (Onyx)
- Working'!! (Hiroomi Sōma)

2012
- Natsume Yūjin Chō Shi (Takashi Natsume)
- Nisemonogatari (Koyomi Araragi)
- Brave10 (Unno Rokurō)
- Kuroko no Basket (Seijūrō Akashi)

2013
- One Piece (Trafalgar Law)
- Karneval (Gareki)
- Shin Megami Tensei: Devil Survivor 2 (Hibiki Kuze)
- Hakkenden: Tōhō Hakken Ibun (Riō Satomi)
- Maoyū Maō Yūsha (młody kupiec)
- Monogatari Series Second Season (Koyomi Araragi)
- Yondemasu yo, Azazel-san. Z (Beelzebub Yūichi)
- Atak Tytanów (Levi Ackermann)

2014
- Hamatora (Art)
- Sword Art Online II (Zexceed/Shigemura Tamotsu)
- Noragami (Yato)
- Haikyū!! (Ittetsu Takeda)
- Kamigami no Asobi (Baldr Hringhorni)
- Captain Earth (Arashi Teppei)
- Natsume Yūjin-Chō: Itsuka Yuki no Hi ni (Natsume Takashi)
- Broken Blade (Zess)
- Wooser's Hand-to-Mouth Life (Darth Wooser)
- Hero Bank (Agare Amano)

2015
- Binan Kōkō Chikyū Bōei-bu Love! (Kinshiro Kusatsu)
- Noragami Aragoto (Yato)

2016
- Bungou Stray Dogs – Bezpańscy literaci (Ranpo Edogawa)[3]

2018
- Kishuku gakkō no Juliet (Scott Fold)[4]

## Nagrody
- Nagroda Seiyū (2008) za role Tieria Erde w Kidō Senshi Gundam 00 oraz Nozomu Itoshiki w Sayonara Zetsubō Sensei (najlepszy aktor drugoplanowy)[5]
- Nagroda Seiyū (2009) za role Takashi Natsume w Natsume Yūjin-Chō (najlepszy aktor pierwszoplanowy)[6]
- Dwie Nagrody Seiyū (2015) w kategoriach: najlepsza osobowość oraz nagroda za największą ilość głosów[7]